# Sielsowiet Mochre
Sielsowiet Mochre (biał. Махроўскі сельсавет, Machrouski sielsawiet; ros. Мохровский сельсовет) – sielsowiet na Białorusi, w obwodzie brzeskim, w rejonie janowskim, z siedzibą w Mochrem.

## Demografia
Według spisu z 2009 sielsowiet Mochre zamieszkiwało 1494 osób, w tym 1459 Białorusinów (97,66%), 20 Ukraińców (1,34%), 10 Rosjan (0,67%), 3 Polaków (0,20%) i 2 Mołdawian (0,13%).

## Geografia i transport
Sielsowiet położony jest na Polesiu, w południowej części rejonu janowskiego. Jego południową granicę stanowi granica państwowa z Ukrainą. Największą rzeką jest Pina.
Przez sielsowiet przebiega droga republikańska R144, wzdłuż której w miejscowości Kolano znajduje się przejście graniczne z Ukrainą.

## Historia
26 czerwca 2013 do sielsowietu Mochre przyłączono wieś Zawiszcze z sielsowietu Brodnica.

## Miejscowości
- wsie:
  - Chomiczowa
  - Kolano
  - Krasne
  - Mochre
  - Wólka
  - Zawiszcze